# Socjalizm realny
Socjalizm realny – termin wprowadzony przez oficjalną propagandę ZSRR w latach 70. XX wieku, określający ustroje polityczne ukształtowane w krajach bloku wschodniego (rządzonych przez partie komunistyczne, kraje tzw. „demokracji ludowej”), następnie przejęty przez krytyków systemu realnego socjalizmu. Zastosowany pierwotnie w celu przeciwstawienia się krytyce stosunków panujących w tych krajach, prowadzonej przez opozycję odwołującą się do tradycji socjalistycznych (rewizjonizm, dysydenci w ZSRR) i dowodzącą, że ustrój typu radzieckiego nie jest w stanie zrealizować idei socjalistycznej.
Doktryna realnego socjalizmu charakteryzowała się dominacją systemu jednopartyjnego we wszystkich sferach życia publicznego, które zawładnęły ustawodawstwem, prawem, a nawet życiem prywatnym obywateli; sprawowały monopol w zakresie ideologii i upaństwowionej gospodarki. Zakazany był obieg publikacji poza cenzurą oraz działalność polityczna i społeczna poza organizacjami ściśle kontrolowanymi przez władze. Cechowały go liczne odstępstwa od deklarowanych teoretycznych idei socjalistycznych.
Krytykę realnego socjalizmu podjęli przedstawiciele eurokomunizmu. W 2008 IPN wydał pracę filozoficzno-historyczną pod red. K. Brzechczyna Obrazy PRL. O konceptualizacji realnego socjalizmu w Polsce. Podejmuje ona interdyscyplinarne badania nad koncepcjami tego pojęcia w oparciu o prace teoretyków różnych orientacji ideowych (lewicowej i prawicowej): Józefa Bocheńskiego, Randalla Collinsa, Leszka Kołakowskiego, Stefana Kurowskiego, Leszka Nowaka Jadwigi Staniszkis i Andrzeja Walickiego.
Innym opisem rzeczywistości realnego socjalizmu, na przykładzie dwóch fabryk (w PRL i NRD), jest książka Małgorzaty Mazurek Socjalistyczny zakład pracy. Porównanie fabrycznej codzienności w PRL i NRD u progu lat 60.